# USNS 하워드 O. 로렌젠
USNS 하워드 O. 로렌젠 (T-AGM-25)(USNS Howard O. Lorenzen (T-AGM-25))은 미국 해군의 탄도 미사일 추적함이다.

## 역사
미국 해군 연구소(United States Naval Research Laboratory, NRL)의 전기공학자 하워드 O. 로렌젠의 이름을 함명으로 사용했다.
기존의 코브라 쥬디 레이다 시스템을 개량한 코브라 킹 레이다 시스템을 장착했다.
2014년 실전배치되었다.

## 코브라 킹
코브라 킹 레이다 시스템은 2개의 AESA 레이다로 구성된다.
- S 밴드 AESA 레이다: 광범위한 공중의 목표물들을 스캔한다.
- X 밴드 AESA 레이다: 작은 목표물을 탐지한다. 기만체와 탄두를 구별한다.

## 같이 보기
- 보잉 RC-135
- 보잉 RC-135